# Ponto de acesso sem fio

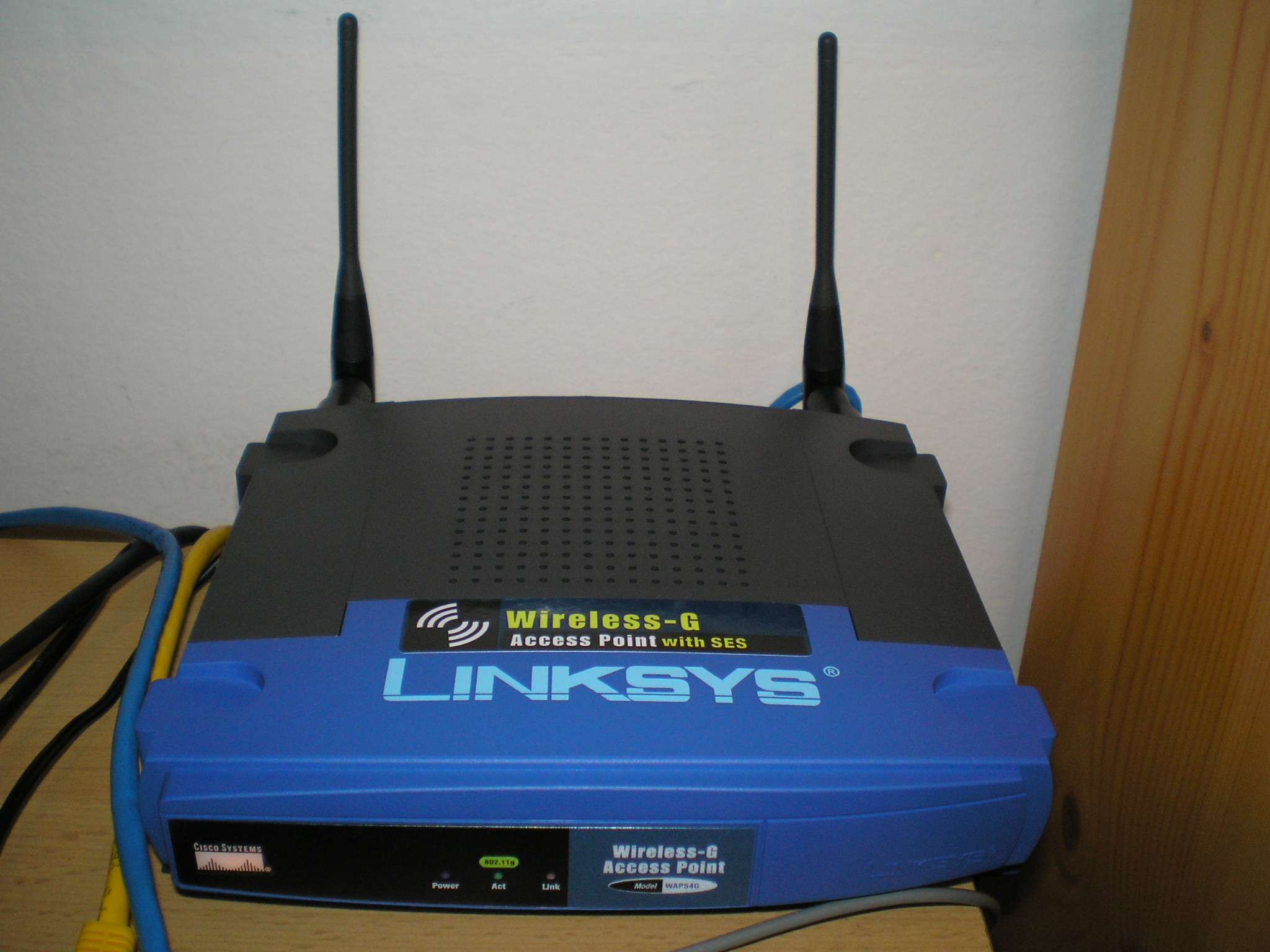
Exemplo de um ponto de acesso sem fio (WAP).

Um ponto de acesso sem fio (em inglês: wireless access point, sigla WAP) é um dispositivo em uma rede sem fio que realiza a interconexão entre todos os dispositivos móveis. Em geral se conecta a uma rede cabeada servindo de ponto de acesso para uma outra rede, como por exemplo a Internet. Trabalha na camada de enlace do modelo OSI.
Pontos de acesso Wi-Fi estão cada vez mais populares. Estabelecimentos comerciais que oferecem o acesso a internet através de um ponto de acesso como serviço como cortesia aos clientes chamam-se hotspots. Essa é uma forma prática para disponibilizar acesso à internet, já que a implantação de uma rede sem fio interligada por um ponto de acesso economiza o trabalho de instalar a infraestrutura cabeada.
Vários pontos de acesso podem trabalhar em conjunto para prover um acesso em uma área maior. Esta área é subdividida em áreas menores sendo cada uma delas coberta por um ponto de acesso, provendo acesso sem interrupções ao se movimentar entre as áreas através de roaming. Também pode ser formada uma rede ad hoc onde os dispositivos móveis passam a agir intermediando o acesso dos dispositivos mais distantes ao ponto de acesso caso ele não possa alcançá-lo diretamente.
Estes pontos de acesso precisam implementar a segurança da comunicação entre eles e os dispositivos móveis que estão em contato. No caso do Wi-Fi, isso foi inicialmente tentado com o WEP, atualmente facilmente comprometido. Surgiram então o WPA e o WPA2, que são considerados seguros caso seja utilizada uma senha.